# Citire
Lectura sau cititul este un proces cognitiv complex de decodare a simbolurilor cu scopul de a construi sau de a deriva sens și înțelegere. Lectura dezvoltă limbajul, este folosită pentru comunicare, în schimbul de informații și idei. Interacțiunea dintre text și cititor este modelată de cunoștințele, experiențele, atitudinile și limba comunității de unde provine cititorul, de poziționarea lui din punct de vedere cultural și social. Procesul de lectură necesită o preocupare continuă care se dezvoltă și rafinează în timp. În plus, cititul necesită creativitate și analiză critică.
Lectura este un proces complex și de aceea nu poate fi limitată la a avea doar o interpretare sau două. Lectura nu are reguli concrete. Ea permite cititorilor să își creeze propriile interpretări. Aceast proces de interpretare permite o explorare profundă a textelor. Cititorii folosesc o multitudine de strategii de lectură pentru a-i ajuta în procesul de decodare (pentru a traduce simbolurile în sunete sau în reprezentări vizuale ale vorbirii) și de înțelegere. Cititorii pot folosi indicii contextuale pentru a identifica sensul cuvintelor necunoscute. Cititorii integrează cuvintele pe care le-au citit într-o schemă de cunoștințe acumulate (schemata theory).
Alte tipuri de lectură cum ar fi lecturarea notațiilor muzicale sau a pictogramelor nu se bazează pe sisteme de scriere legate de vorbire.  Legătura între aceste tipuri de lecturi este dată de modul în care simbolurile utilizate sunt interpretate prin extragerea de sens din notațiile vizuale sau semnele tactile (în cazul Braille).

## Prezentare generală
În prezent, lectura se face cel mai adesea de pe hârtie cu cuvinte imprimate folosind cerneală sau toner, cum ar fi dintr-o carte, revistă, ziar, broșură, sau de pe ecrane electronice ale calculatoarelor, televizoarelor, telefoanelor mobile sau a e-cititoarelor. Scrisul de mână care poate fi și el citit, este produs cu ajutorul unor ustensile moderne de scris precum creionul, pixul sau stiloul. 

Textele scurte pot fi scrise sau pictate și pe un obiect. De multe ori textul este legat de un obiectul pe care este scris. De exemplu o adresă este scrisă pe un plic, descrierea unui produs pe ambalajul acestuia sau textul de pe un semn de circulație rutieră. Un slogan poate fi pictat pe un perete. Un text poate fi produs chiar și prin aranjarea  unor pietre de o culoare diferită într-un perete sau pe un drum. Textele scurte produse astfel mai poartă uneori denumirea de imprimare în mediu.

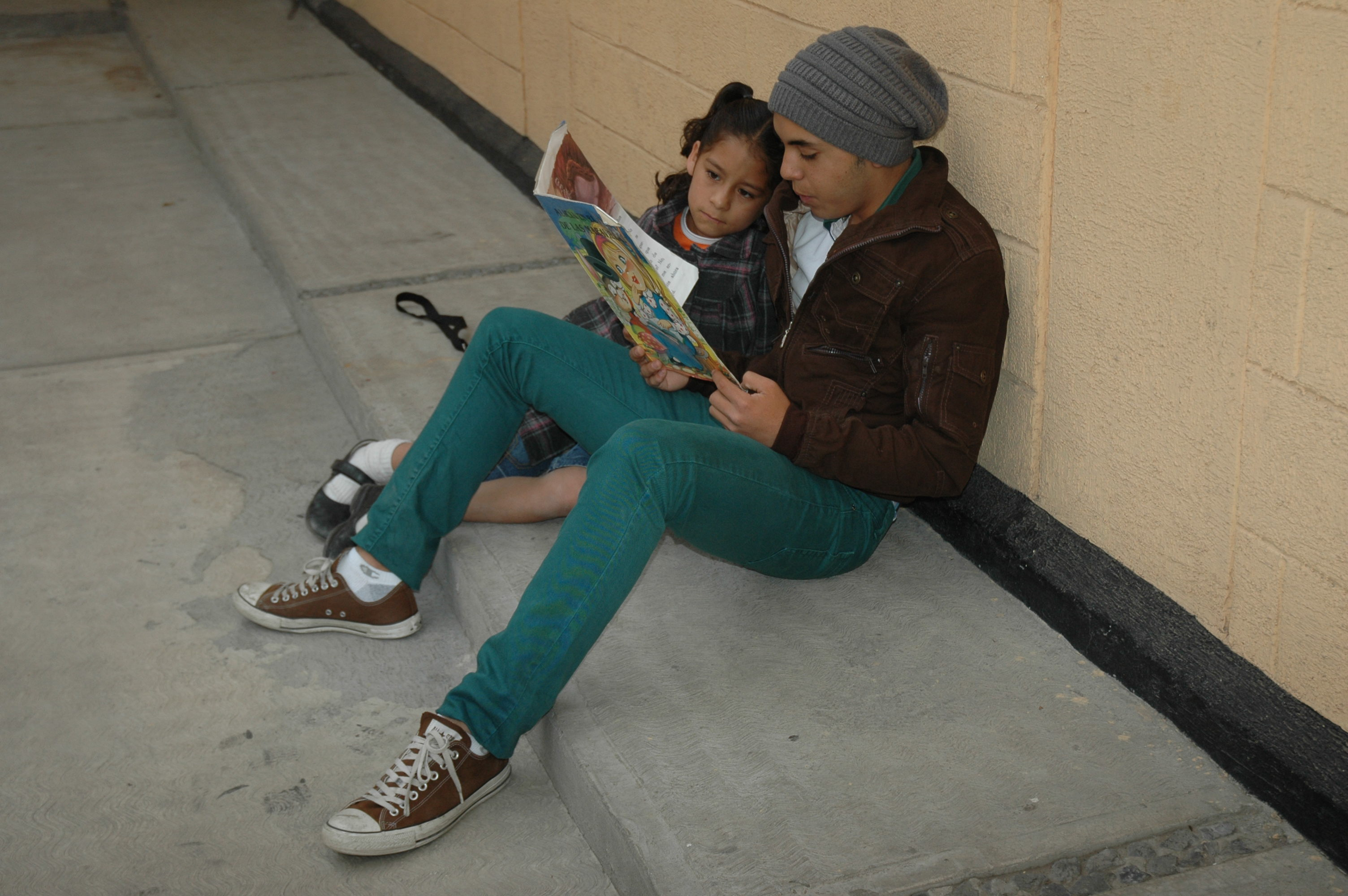
Un voluntar îi citește unei fetițe la Casa Hogar de las Ninas în Ciudad de México

 Textele sau imaginile pot ieși în evidență dacă se folosesc culori contrastante. Ele pot fi însă realizate și prin sculptare în piatră, lemn, sau metal, prin imprimate în relief pe plastic sau hârtie.
Pentru a se putea realiza lectura este necesar să existe un contrast bun între litere și fundal (asta depinde de culorile literelor și de fundal, de modelele sau imaginea din fundal, și de lumina) și este necesară folosirea unui font cu dimensiunea potrivită. Pe un ecran de calculator, este important ca linie de text să poată fi văzută întreagă, fără a necesita derularea imaginii de pe ecran.
Recunoașterea vizuală a cuvintelor este un domeniu care   studiază modul în care oamenii citesc cuvinte individuale. O tehnica importantă în studiul modului în care oamenii citiesc texte este urmărirea mișcărilor ochilor. Această tehnică a dezvăluit că lectura este realizată printr-o secvență de fixări și mișcări ale ochilor. Se pare că oamenii nu se fixează pe fiecare cuvânt dintr-un text. Mai degrabă ei își fixeză privirea pe unele cuvinte și completează informațiile lipsă folosindu-se de context. Acest lucru este posibil deoarece limbile umane au anumite regularități lingvistice.

## Alfabetizare (literația)
Alfabetizarea este capacitatea de a folosi simboluri ale unui sistem de scriere. Este abilitatea de a interpreta informațiile reprezentante de simboluri și capacitatea de a recrea aceleași simboluri, astfel încât alții să poată obține același sens din ele. Analfabetismul este incapacitatea de a obține sensul simbolurilor folosite într-un sistem de scriere. Dislexia se referă la dificultatea cognitivă de citire și scriere. Acesta este definită ca o dizabilitate de învățare de tip cerebral care afectează capacitatea unei persoane de a citi. Termenul de dislexie se poate referi la două tulburări: dislexia de dezvoltare , care este o dizabilitate de învățare și dislexie dobândită (alexia) care se referă la dificultățile de citire care apar ca urmare a unei leziuni cerebrale, a unui accident vascular cerebral sau a unei boli progresive.
Învățarea unui copil să citească de la o vârstă timpurie (cum ar fi de cinci ani), nu duce la o dezvoltare mai bună a abilității de a citi. Iar dacă învățarea cititului înlocuiește alte activități mai potrivite cu nivelul de dezvoltare al copilului atunci acesta poate provoca alte daune.

### Viteza de citire
Pentru a ajunge la nivelurile de adult ale vitezei de citire este nevoie de mult timp și exercițiu practic.  Tabelul din dreapta arată cum viteza de lectură variază cu vârsta, , indiferent de perioada (1965-2005) și limba (engleză, franceză, germană). Valorile obținute de Taylor sunt probabil mai mari deoarece nu a ținut cont de elevii care nu au reușit înțelegerea acestui test. Testul de citire făcut de către psihologul francez Pierre Lefavrais ("L'alouette", publicat în 1967) testat pentru lectura cu voce tare, penalizând erorile care ar putea, prin urmare, să nu obțină o rată mai mare de 150 de cuvinte pe minut. Potrivit lui Carver (1990), viteza de lectură a copiilor crește de-a lungul anilor de școală. În medie, din clasa a 2-a până la facultate, viteza de citire  crește cu 14 lungimi-standard de cuvânt pe minut, în fiecare an (în cazul în care o lungime-standard de cuvânt este definită ca șase caractere din text, inclusiv semne de punctuație și spații).

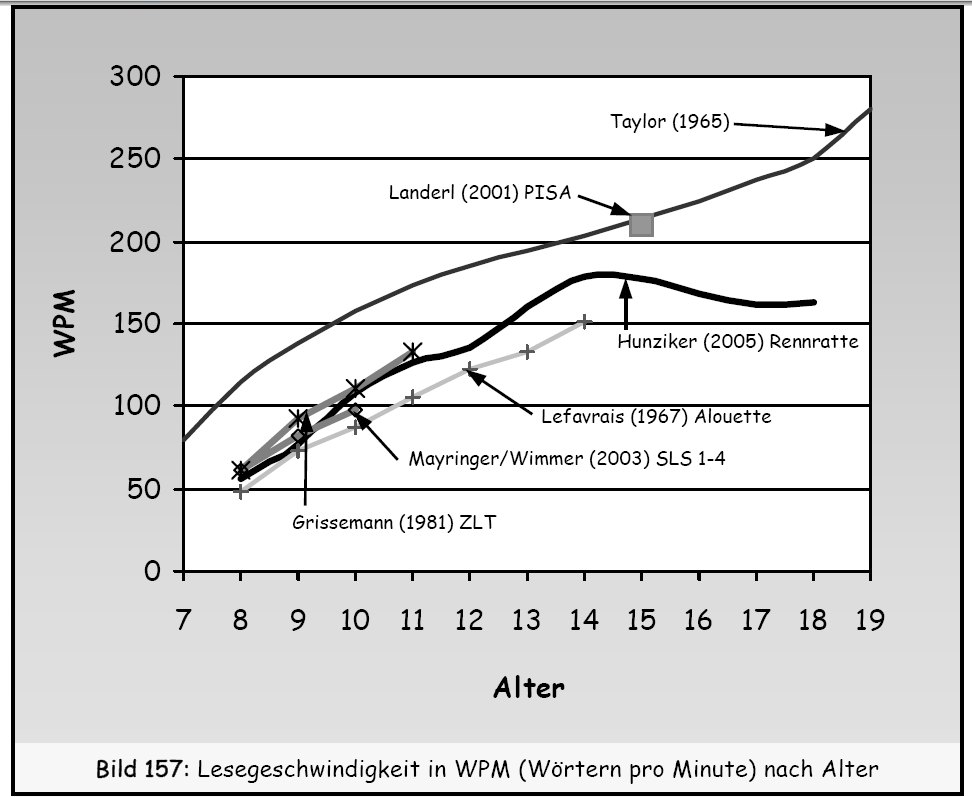
Medie vitezei de citire măsurată în cuvinte pe minut (wpm) în funcție de vârstă și folosind diferite teste în limbile engleză, franceză și germană

Pragurile pentru viteza de lectură includ lectura pentru memorare (mai puțin de 100 de cuvinte pe minut [wpm]); lectura pentru învățare (100-200 cuvinte pe minut); lectura pentru înțelegere (200-400 de cuvinte pe minut); și lectura superficială (400-700 de cuvinte pe minut). Lectură pentru înțelegere este lectura necesară zi cu zi pentru majoritatea oamenilor. Lectura superficială este utilă pentru prelucrarea unor cantități mari de text la un nivel scăzut de înțelegere (sub 50%).
Studiile științifice au demonstrat că, tinînd cont de limitele anatomice ale ochiului, lectura (definită aici drept captarea și decodificarea tuturor cuvintelor de pe fiecare pagină) nu se poate face cu o viteză mai mare de 900 de cuvinte pe minut.  
În alegerea vitezei de citire corespunzătoare este nevoie să se țină cont că citirea este flexibilă: mai încetinită atunci când conceptele sunt prezentate detaliat și atunci când materialul este nou, și mai rapidă atunci când materialul este familiar și conceptele prezentate sunt generale. Cursurile și cărțile despre îmbunătățirea vitezei de citire îi încurajează adeseori pe cititori să își accelereze viteza de citire. Testele de înțelegere a unui text îi fac pe cititori să creadă că și înțelegerea lor este în continuă îmbunătățire; totuși, competență-în-citire trebuie să țină cont că citirea superficială este periculoasă dacă este preponderent folosită.
Viteza de citire a fost folosită ca o măsură în cercetări pentru a determina efectul unor intervențiilor asupra vederii umane. Cochrane Systematic Review a folosit viteza de citire în număr de cuvinte pe minut ca principal rezultat atunci când a comparat diferite resurse pentru lectură folosite de adulți cu deficiențe de vedere.
Notă: datele de la Taylor (engleză) și Landerl (germană) sunt bazate pe texte de dificultate incrementală; celelate date care au fost obținute atunci când toate grupele de vârstă au citit același text.

### Dezvoltare de aptitudini

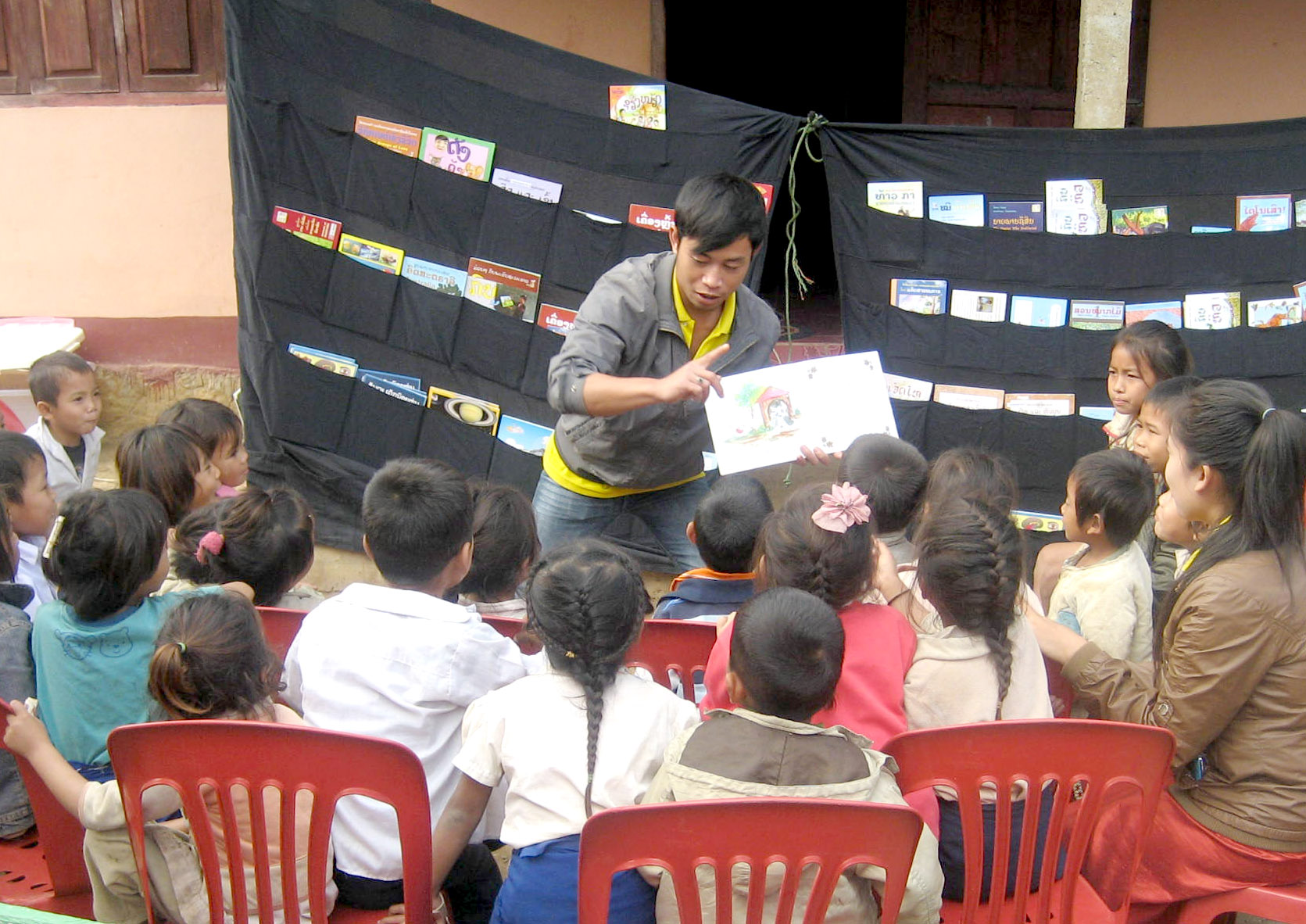
Addy Vannasy le citește cu voce tare copiilor dintr-un sat din Laos. Cititul cu voce tare este o tehnică comună de îmbunătățire a alfabetizării. Big Brother Mouse, organizația care s-a ocupat de acet eveniment își pregătește personalul pentru a ști tehnicile de citit cu voce tare: Să ai contact vizual cu publicul. Să îți modulezi vocea. Să faci pauză din când în când pentru a crea efecte teatrale.

Modul în care  învățăm să citim este influențat de procese cognivite lexicale dar și sub-lexicale.
Lectura sub-lexicală, implică predarea citirii prin asocierea caracterelor sau a grupurilor de caractere cu sunete sau folosind metodologia de învățare fonetică. 
Unele teste încorporează în aceași timp mai multe dintre componentele prezentate de mai sus. De exemplu, Testul de lectură Nelson-Denny  punctează cititorii atât pentru viteza cu care pot citi un pasaj cît și capacitatea de a răspunde cu exactitate la întrebările legate de acel pasaj.
Cercetările recente au pus sub semnul întrebării validitatea Testului de Lectură Nelson-Denny, în special atunci când este folosit pentru a identifica dizabilități de citire.Lectura lexicală implică învățarea de cuvinte sau fraze fără a da atenție caracterelor sau grupurilor de caractere care le compun sau prin utilizarea metodologiei limbajul integral de predare și învățare. Câteodată limbajul integral este considerat că face concurență metodologiei de învățate fonetice și că tinde să afecteze scrierea corectă.
Deprinderea de a citi într-o limbă străină, mai ales învățată la maturitate, poate fi un proces diferit de cel de învățare a cititului în limba maternă petrecut în copilărie.
Există cazuri de copii foarte mici care au învățat singuri să citească. Un astfel de caz a fost Truman Capote care se pare că a învățat singur să scrie și să citească la vârsta de cinci ani. Există, de asemenea, mărturii despre oameni care au învățat singuri să citească comparând semnele rutiere sau pasajele Biblice cu ceea ce se vorbea despre ele.
Activitatea creierului la copii mai mari și la tineri poate prezice modul în care li se vor dezvolta abilitățile de citire. Modul în care se dezvoltă zonele ortografice și fonologice din creier sunt importante pentru citire. Copiii mici care au o capacitate  mai mare de procesare a caracteristicilor fonologice ale cuvintelor au abilități de citire mult îmbunătățile față de copiii mai mari care se concentrează pe reprezentarea ortografică a cuvintelor. 

### Metode de citire
Există mai multe tipuri și metode de lectură, care pot fi folosite pentru diferite materiale și scopuri:

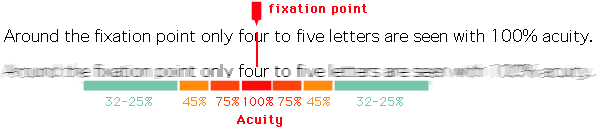
Cititul este un proces intensiv în care ochiul se mișcă repede pentru a asimila textul. Foarte puțin din text este însă văzut cu exactitate. Pentru a înțelege procesul de citire este necesar să se înțeleagă percepția vizuală și mișcarea ochilor.

- Lectura silențioasă sau subvocalizată  combină lectura vizuală cu vocalizarea silențioasă. Cei interesați de viteza cu care se citește susțin că acest mod de a citi este lent și încetinește înțelegerea textelor. Există însă studii care îi contrazic, mai ales când e vorba de texte dificile. [23][24]

- Viteza de citire este o colecție de metode care contribuie la creșterea vitezei de citire fără o produce o reducere semnificativă în înțelegere sau memorare. Metodele includ trecerea superficială peste sau trunchierea cuvintelor dintr-un corp de text pentru a crește viteza de citire. Această colecție de metode este strâns legată de viteza de învățare.

- Corectura este o lectură făcută în scopul de a detecta erori tipografice. Odată învățată corectura se poate face rapid iar corectorii profesioniști dobândesc de obicei capacitatea de a o face la viteze mari, mai repede pentru unele tipuri de texte decât pentru altele. În același timp ei pot să-și suspende înțelegerea textului în timp ce fac corectura, cu excepția cazurilor când este necesar să selecteze între mai multe cuvinte posibile ca soluții pentru o eroare tipografică.

- Recitirea este citirea unei cărți de mai multe ori. "Nu poți citi o carte: o poți doar reciti," a spus Vladimir Nabokov.[25] Se consideră că re-citirea aduce beneficii sănătății mintale, contribuind la o legătură emoțională și auto-reflecție mai profunde, față de prima lectură, care se axează mai mult at pe evenimente și pe intrigă.[26]

- Structura-propunere-evaluare (SPE)  este metoda popularizată de Mortimer Adler în Cum să Citești o Carte, în principal pentru lucrările de non-ficțiune. Ea spune că lectura se realizază în trei etape: (1) pentru structura lucrării, care ar putea fi reprezentată într-un cuprins; (2) pentru logica propunerilor făcute, organizate în lanțuri de inferență; și (3) pentru evaluarea meritelor argumentelor și concluziilor. Această metodă implică amânarea emiterii de judecăți în legăturăcu o lucrare până aceasta este pe deplin înțeleasă.

- Sondaj-întrebare-citit-recitare-recenzie (SQ3R) este o metodă  predată  adeseori în școlile publice, care presupune citirea orientată spre a dezvolta capabilitatea de predare a ceea ce se citește. Această metodă este potrivită pentru instructorii care se pregătesc să predea fără a fi nevoiți să utilizeze notițe în timpul prelegerii.

- Inteligențe multiple  este o metodă bazată pe modurile diverse în care cititorii gândesc și învață să-și îmbogățească interpretarea textului. Lectura este în mod fundamental o activitate lingvistică: un text poate fi practic înțeles fără a recurge la alte informații vizuale (de exemplu, "a vedea" la nivel mental personajele sau evenimentele descrise), auditive (de exemplu, citirea cu voce tare sau  "auzirea" în minte a sunetelor descrise), sau chiar logice (de exemplu, având în vedere scenarii  de tip "dar dacă" sau prezicerea modului în care textul se va desfășura pe baza indiciilor de context). Cu toate acestea, cei mai mulți cititori folosesc mai multe tipuri de inteligență atunci când citesc și și-au format un obicei din a face acest lucru într-un mod disciplinat, adică, în mod constant. Acest lucru poate duce la experiențe de lectură vii, de neuitat.

- Prezentare vizuală serială rapidă  (RSVP) este o lectură care implică prezentarea cuvintelor dintr-o propoziție, câte un cuvânt pe rând, în același loc pe ecran, la o anumită poziție. RSVP elimină mișcarea inter-cuvinte, limitează mișcarea intra-cuvânt și împiedică controlul cititorului asupra timpului de fixare (Legge, Mansfield, & Chung, 2001). RSVP controlează diferențele apărute în mișcarea ochilor la citit, și, prin urmare, este adesea folosită pentru a măsura viteza de citire în cadrul experimentelor.

## Evaluare

### Tipuri de teste
- Lectura cuvântului văzut: lectura cuvintelor care au o dificultate în creștere, până când celui care citește îi devine  imposibil să lectureze sau să înțeleagă cuvintele care i-au fost prezentate. Dificultatea testului este obținută prin utilizarea de cuvinte care au mai multe litere sau silabe, sunt mai puțin frecvente și au o legătură dificilă între ortografie și vocalizare.

- Lectura pentru înțelegere: cititorul primește un pasaj care trebuie citit în tăcere sau cu voce tare. Apoi cititorul primește o serie de întrebări care îi testează înțelegerea acelui pasaj.
- Citirea fluentă: viteza cu care oamenii pot numi cuvinte.
- Acuratețea lecturii: abilitatea de a numi corect un cuvânt pe o pagină.

## Beneficii cognitive
Lectura cărților și scrisul sunt unele dintre activitățile care  stimulează creierul și care s-a dovedit că încetinesc declinul cognitiv la vârstele înaintate. Oameni care au participat la mai multe activități de stimulare mentală în timpul vieții lor, au un ritm mai lent de declin al memorie și al altor capacități mentale. Lectura de plăcere a fost legată de o creștere a progreselor cognitive pentru dezvoltarea  vocabularului și matematică în timpul adolescenței.  Mai mult,  beneficiile cognitive ale lecturii continuă pe tot parcursul vieții

### Lumina

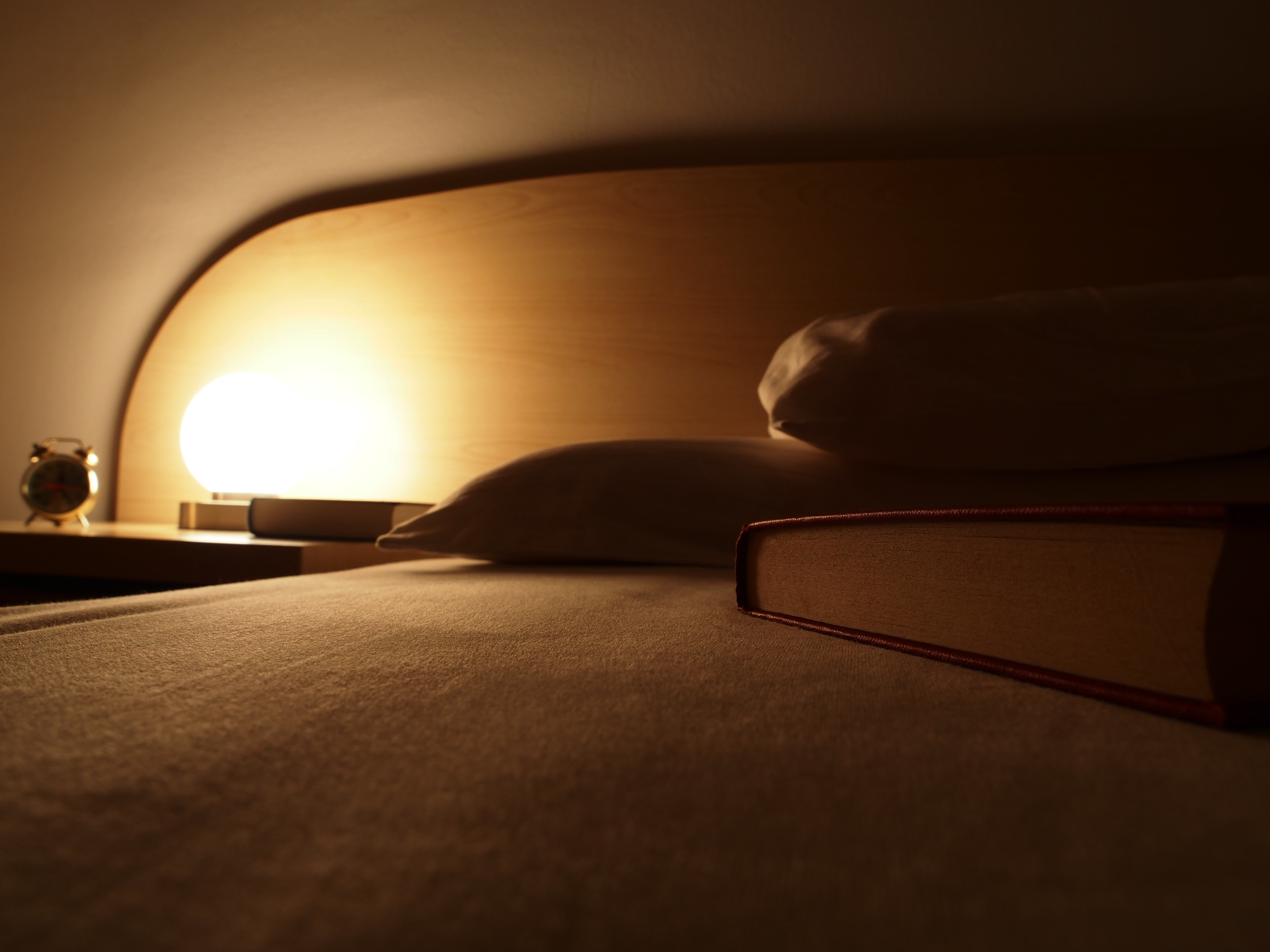
Lectura de seară aduce beneficii prin calmarea nervilor, prin eliminarea excesului de sunet și de stimuli vizuali, având ca rezultat un somn mai bun.

Cititul de pe hârtie și de pe unele ecrane necesită mai multă lumină decât multe alte activități. Prin urmare, posibilitatea de a face acest lucru confortabil în cafenele, restaurante, autobuze, stații de autobuz sau în parcuri variază în funcție de lumina existentă și de ora din zi.
Cititul de pe ecrane care au propria lor lumină este mai puțin dependent de lumină externă, dar ar putea fi ajutat de existența unei lumini externe. Pentru a controla ceea ce se vede pe ecran (derulare, datul pagin, etc.), un ecran tactil sau o tastatură iluminată pot reduce dependența  de o lumină externă.

## Istorie
Istoria cititului datează de la inventarea scrisului în mileniul 4 Î.Hr. Deși cititul textelor imprimate  este o modalitate importantă de accesare a informațiilor pentru întreaga populație, acest lucru nu a fost mereu posibil. În multe țări, cu unele excepții, doar un mic procent din populație știa să citească înainte de Revoluția Industrială. Unele din pre-societățile moderne care aveau în general o mare rată de alfabetizare erau Atena și Califatul Islamic.

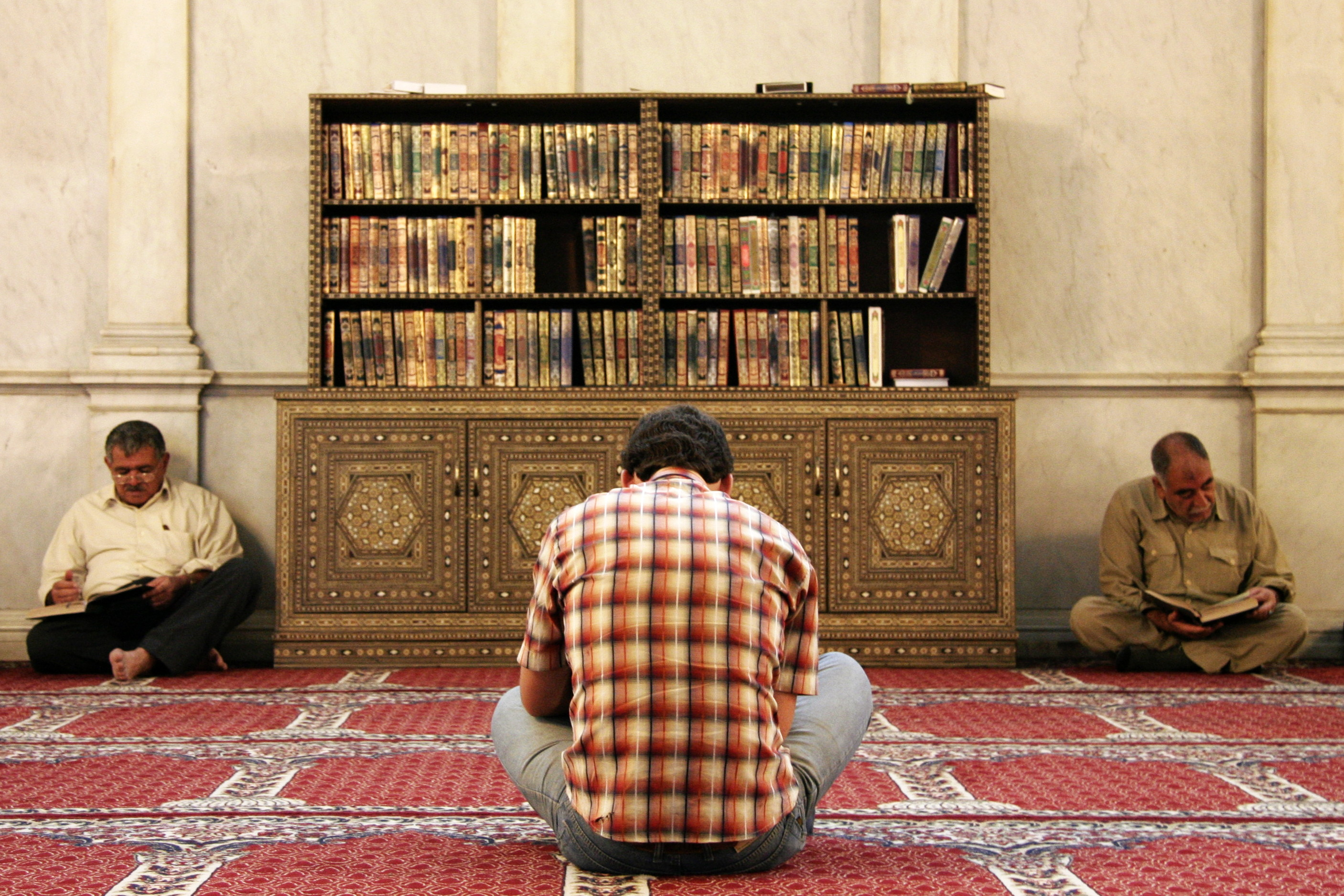
Oameni citind

Oamenii de știință presupun că citirea cu voce tare (în latină clare legere) a fost o practică obișnuită în antichitate și că a citit în tăcere (legere tacite sau legere sibi) era ceva neobișnuit. În Confesiuni, Sfântul Augustin observă obiceiul neobișnuit al  Sfântul Ambrozie de a citi în tăcere în al 4-lea secol AD.
Până la finalul Evului Mediu abilitatea de a citi în liniște era apreciată ca remarcabilă. Cititul cronometrat este un instrument educațional folosite în multe școli pentru a avansa și îmbunătăți abilitățile de citire. Cititul cronometrat implică utilizarea de diferite strategii alături de exercițiile de lectruă din clasă și de sesiunile cronometrate de citire. Cititul cronometrat nu înseamnă citirea unui pasaj cât-de-rapid-se-poate și obținerea unei eventuale îmbunătățiri (dacă va fi una). Acest tip de lectură implică strategii și pași pregătiți de profesor. Cititul cronometrat promovează învățarea prin utilizare strategică a textelor și reflectă ceea ce Devine spunea că , "...antrenamentul îmbunătățește cunoștințele de bază metacognitive ale cititorilor și are ca  rezultate o îmbunătățirea performanțelor de lectură ."(Devine 1993)
În timpul Iluminismului, persone din elita societății au promovat lectura pasivă, în detrimentul interpretărilor creative. Nu există legi sau reguli pentru citit. Mai degrabă, cititul permite cititorilor să evadeze pentru a-și face propriile reprezentări introspective, promovând astfel, în timpul interpretării, o explorare profundă a textelor. Construirea, scrisul și producerea unui produs au fost considerate semne ale inițiativei și participării active în societate, în timp ce consumul sau lectura, au fost considerate pur și simplu utilizarea a ceva ce era deja făcut.
De asemenea, în acea epocă, scrisul a fost considerat superior cititului în societate. În acestă perioadă cititorii au fost considerați  cetățeni pasivi doar pentru că nu produceau nimic. Michel de Certeau a susținut că elitele din perioada Iluminismului sunt responsabile pentru această credință generalizată. Michel de Certeau crede că cititul necesită aventurarea pe terenul pregătit de autor ținând departe ceea ce cititorul vrea  în mod special. În această perioadă scrisul a fost privit ca o artă superioră cititului datorită constrângerilor ierarhice inițiate în acea epocă.

## Lectura în România
În 2022, prin Legea 21 din 14/01/2022, 15 februarie a fost declarată Ziua națională a lecturii - pentru ca instituțiile publice și private să organizeze activități culturale, sociale și educaționale care să evidențieze importanța lecturii, în special în formarea copiilor și a tinerilor.

## Galerie

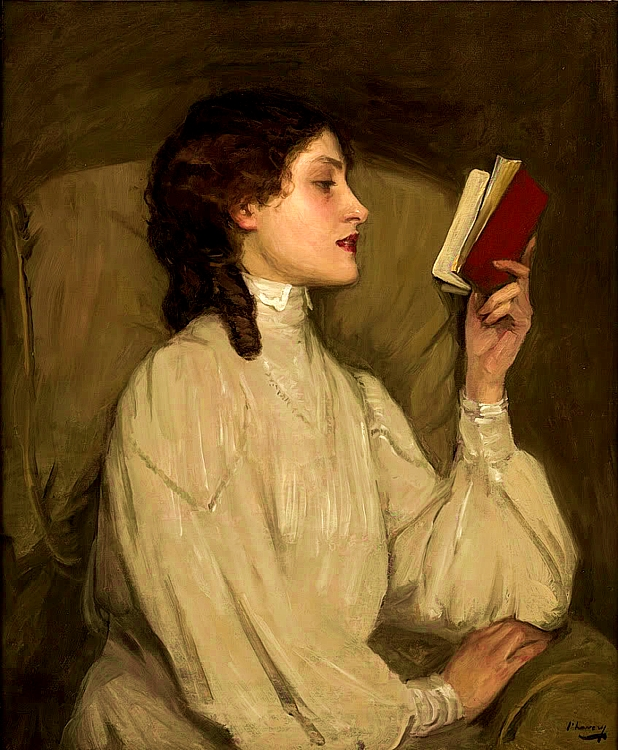
Domnișoara Auras, de John Lavery, prezintă o femeie citind o carte
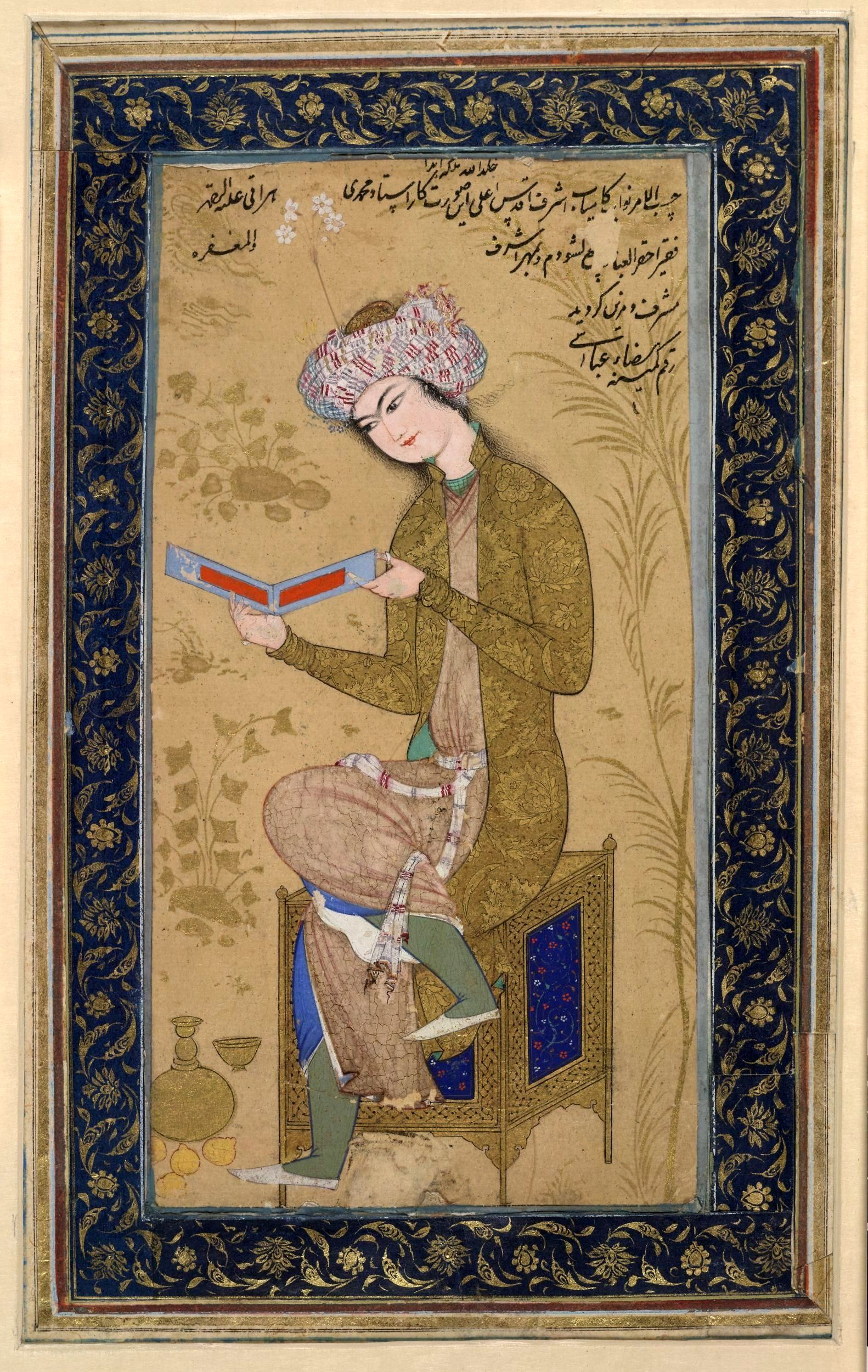
Tânăr citind, Miniatură persană de Reza Abbasi (1625-6)
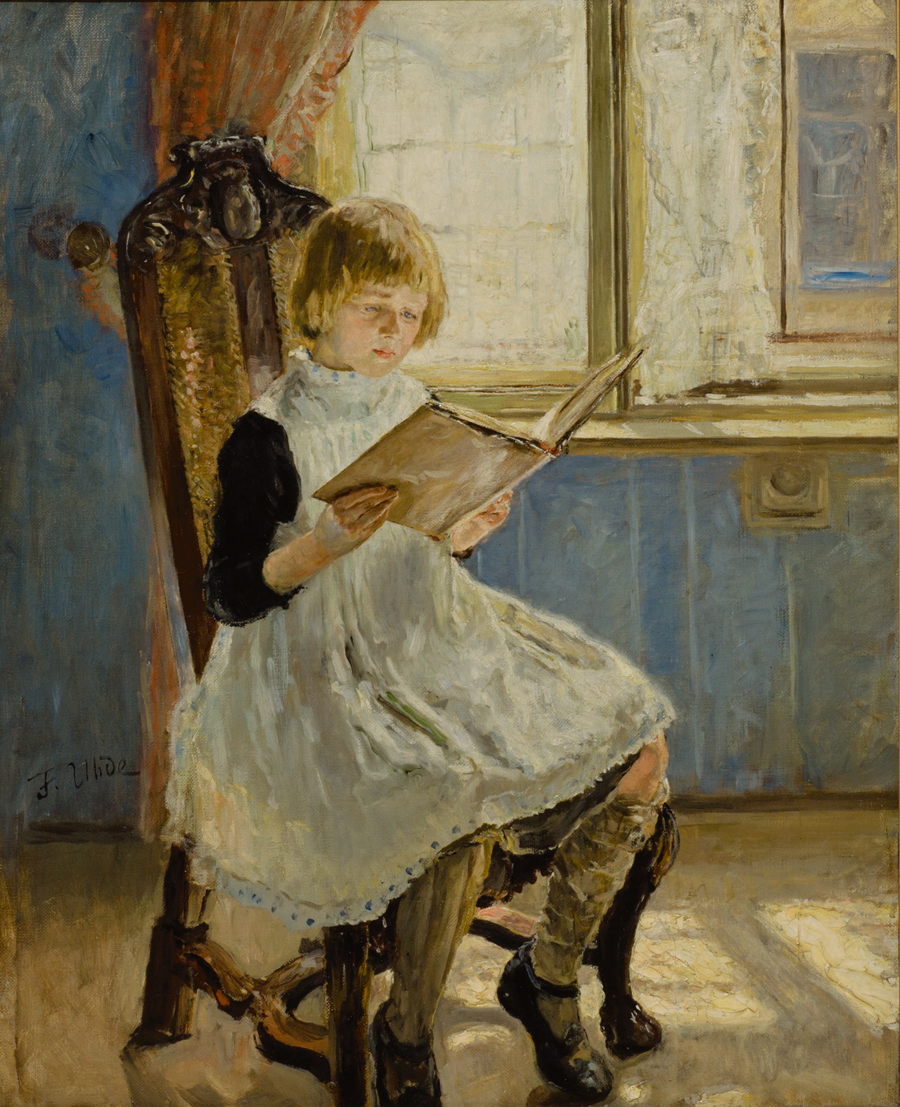
Fată citind (1889), de Fritz von Uhde. Pictură ulei pe panză
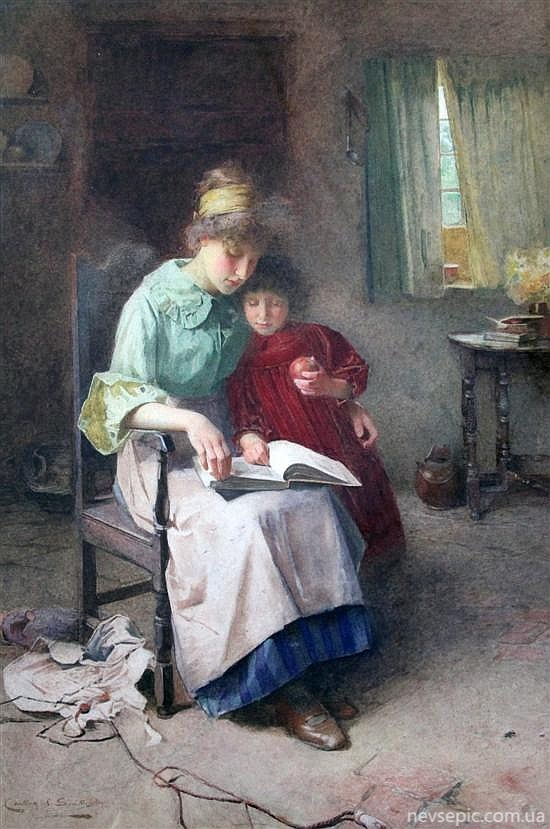
Mama și copilul ei citind o poveste - de Cariton Alfren Smith